# Desmemoriado de Collegno

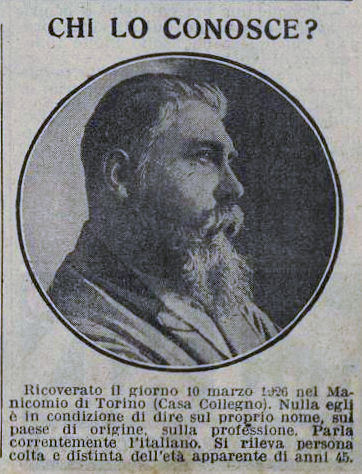
Retrato do Desmemoriado de Collegno, aparecido na revista italiana La Domenica del Corriere em 1927, com o título «Quem o conhece?» (em italiano, «Chi lo conosce?»).

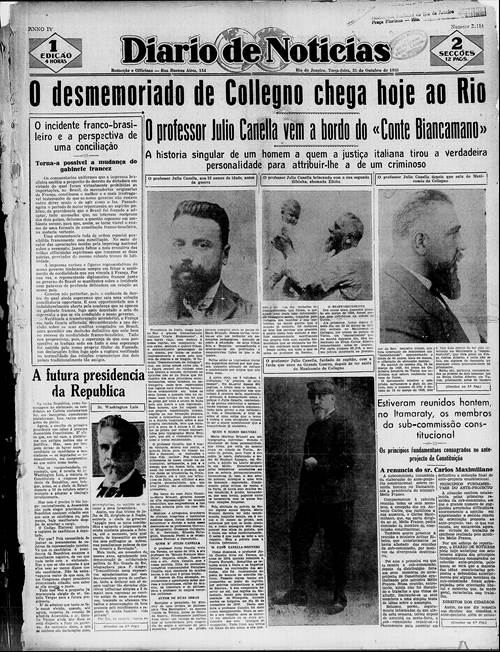
O Desmemoriado de Collegno em artigo da primeira página do Diário de Notícias (Rio de Janeiro, 31 de outubro de 1933, p. 1)

Pela expressão Desmemoriado de Collegno (em italiano: Smemorato di Collegno) ficou conhecido no século XX um homem italiano aparentemente amnésico, protagonista de um célebre caso de crónica judiciária e de psiquiatria que ocorreu principalmente entre 1926 e 1933 em Itália, nomeadamente no ex manicómio de Collegno (perto de Turim), tendo tido um posterior desenvolvimento no Brasil entre 1933 e 1941.

## Bruneri ou Canella?
O caso do Desmemoriado de Collegno é também conhecido como «caso Bruneri-Canella», porque a identidade do homem ficou misteriosa ou "dupla", havendo uma família que o reconhecia enquanto o filósofo Giulio Canella, nascido em Pádua e desaparecido na Primeira Guerra Mundial, e outra família que o reconhecia enquanto o tipógrafo Mario Bruneri, criminoso nascido em Turim.
O homem tinha sido preso em 1926 por ter sido encontrado fora do cemitério de Turim com alguns vasos pertencentes ao próprio cemitério. Suspeito de ter cometido o furto dos vasos, foi levado à polícia, à qual disse que não se lembrava do seu próprio nome, nem da sua identidade, nem da história da sua vida. Logo, foi internado come possível amnésico no Manicómio de Collegno. Ele assumiu ser Giulio Canella após ter sido reconhecido enquanto tal pela esposa deste, Giulia Canella, em 1927.
A partir de 1927, o homem assumiu ser o filósofo Giulio Canella, e manteve esta posição durante o resto da sua vida. Contudo, a justiça italiana o condenou em 1931 como sendo o vigarista Mario Bruneri, com base na análise das impressões digitais.

## ODesmemoriado de Collegnono Brasil
Em 1933, o Desmemoriado de Collegno mudou-se para o Brasil e estabeleceu-se no Rio de Janeiro, onde faleceu em 1941. No Brasil, ele apresentou-se como sendo Giulio Canella e ficou conhecido também como Júlio Canella.

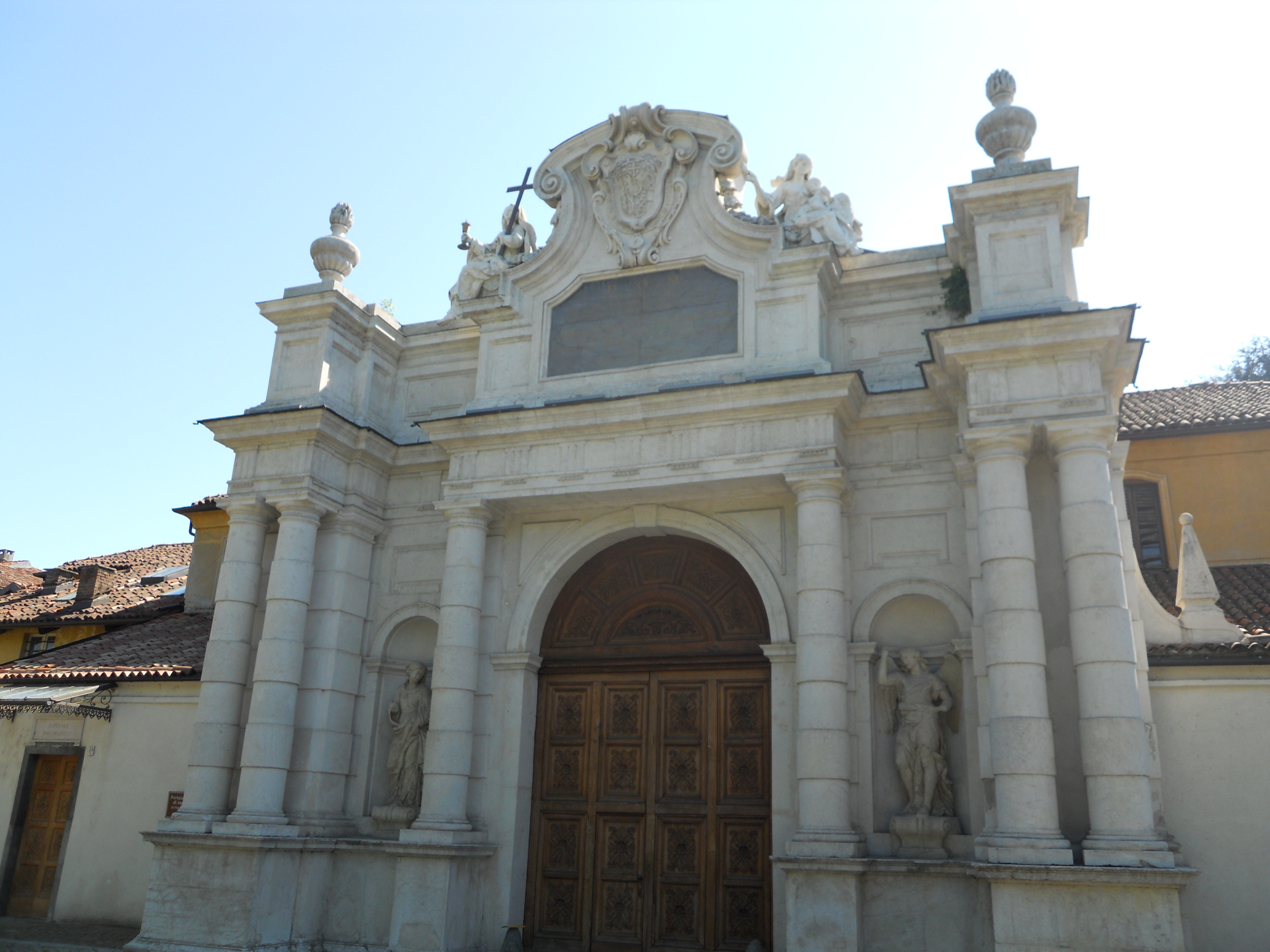
Fachada e entrada do ex Manicómio de Collegno, instalado na estrutura da antiga Cartuxa Real de Collegno, onde esteve internado o Desmemoriado de Collegno. O projeto da fachada é do arquiteto barroco italiano Filippo Juvarra.

Do Desmemoriado de Collegno escreveu-se muito na imprensa italiana, brasileira e internacional, assim como nos campos da ciência, das artes e da literatura, tendo havido grandes escritores brasileiros que mencionaram este caso nos seus escritos e poemas.
Entre eles, os poetas mineiros Carlos Drummond de Andrade e Dantas Motta.

## ODesmemoriado de Collegnoe Portugal
Vários jornalistas, escritores e intelectuais portugueses abordaram a história do Desmemoriado de Collegno. Entre eles, o antropólogo Mendes Correia (que chegou a encontrar-se com o «Desmemoriado», numa viagem ao Brasil) e o romancista Mário Domingues (camarada literário de Fernando Pessoa).
Diversos jornais e revistas publicaram artigos e reportagens sobre o célebre caso, tal como, por exemplo, Repórter X (em 1931) e O Crime (em 1936).

## Itens relacionados
- Collegno